# Alex Webster
Alex Webster (født 25. oktober 1969) er bassist i det amerikanske dødsmetal-band Cannibal Corpse, hvor han, og trommeslageren Paul Mazurkiewicz er de eneste originale medlemmer. Webster er blevet meget bemærket for hans utrolig hurtige trefingers spilleteknik, som bl.a. kan høres på sange som "Hammer Smashed Face" og "The Disipline of Revenge". Han har kun modtaget lidt undervisning fra forskellige lærere gennem tiden, for at få lært de grundlæggende begreber indenfor musik. Udover at være med i Cannibal Corpse spiller Webster også i Blotted Science og Hate Eternal.

## Fodnoter
1. ↑  "BLABBERMOUTH.NET". Arkiveret fra originalen 7. juli 2007. Hentet 27. september 2009.